# Forchetta da fonduta

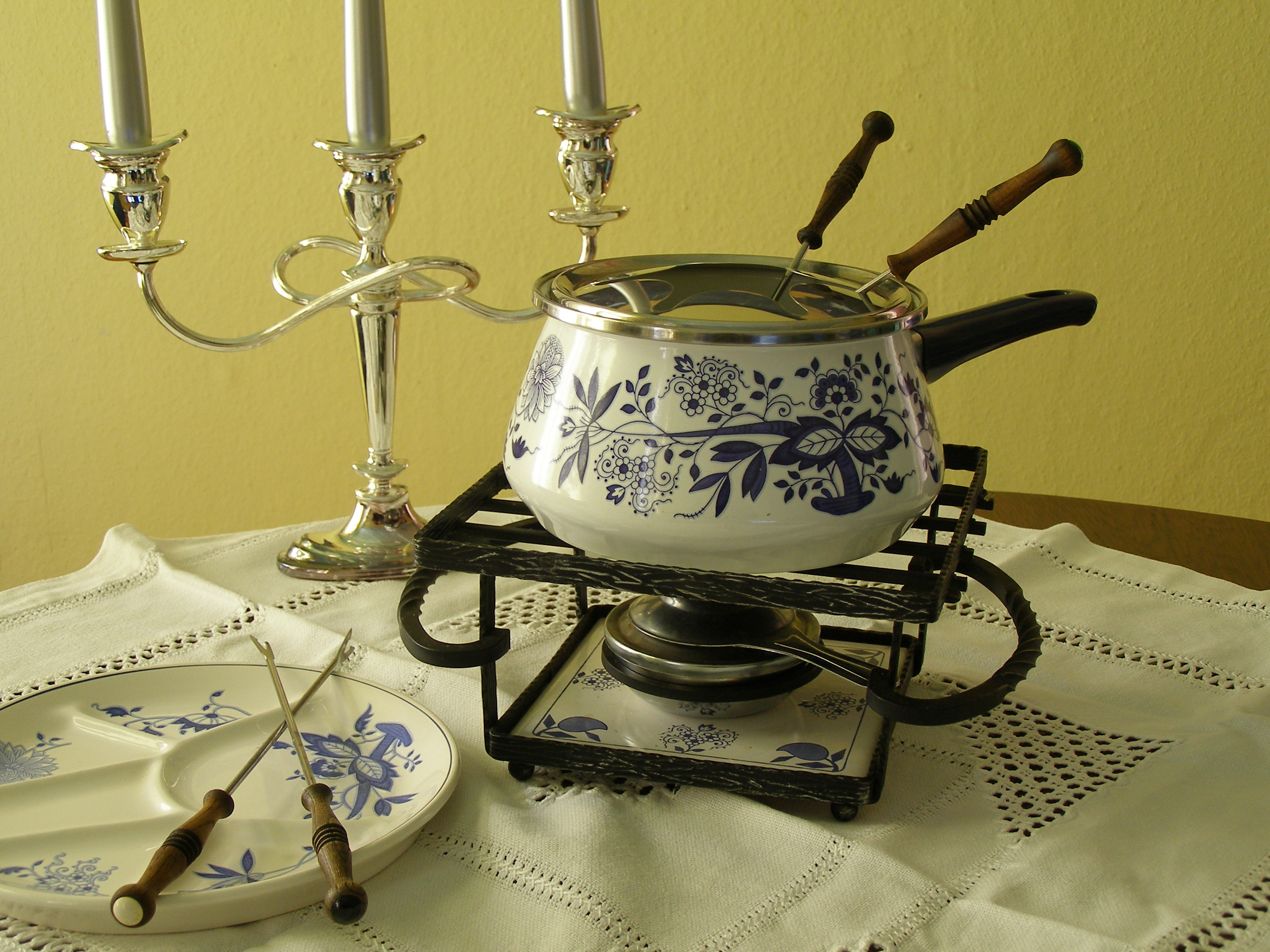
Set da fonduta con forchette e piatto apposito

La forchetta da fonduta è un tipo particolare di forchetta che si usa per la fonduta o altri piatti che vengono cotti in una pentola comune in tavola.

## Caratteristiche[1]
- Manico lungo, si immerge nella pentola e deve sporgere l'impugnatura
- Impugnatura in legno, per evitare di scottarsi
- Due rebbi, molto appuntiti e con ardiglioni come in un amo da pesca, per infilzare il pezzetto di cibo da cuocere e non rischiare di perderlo nella pentola
- Bollino colorato, in testa all'impugnatura un tondino di colori diversi per distinguere la propria forchetta quando è immersa nella pentola.